# 김성홍
김성홍(金成鴻, 1956년 8월 7일 ~ )은 대한민국의 영화 감독이다.

## 생애
부산광역시에서 태어나 중앙대학교 연극영화과를 졸업하고, 《가을을 남기고 간 사랑》의 연출부로 영화계에 입문하였으며 1990년 《그래 가끔 하늘을 보자》를 통해 영화 감독으로 데뷔하였다.

## 영화 작품

### 감독
- 1990년 《그래 가끔 하늘을 보자》
- 1991년 《열 일곱살의 쿠테타》
- 1995년 《손톱》
- 1997년 《올가미》
- 1999년 《신장개업》
- 2001년 《세이 예스》
- 2009년 《실종》
- 2013년 《닥터》

### 각본
- 1989년 《달콤한 신부들》
- 1989년 《제2의 사죄》
- 1989년 《모래성》
- 1989년 《행복은 성적순이 아니잖아요》
- 1990년 《나는 날마다 일어선다》
- 1991년 《서울, 에비타》
- 1993년 《투캅스》
- 1996년 《투캅스 2》

### 원안
- 1991년 《누가 용의 발톱을 보았는가》
- 1994년 《마누라 죽이기》
- 1998년 《투캅스 3》

### 연출부
- 1984년 《가을을 남기고 간 사랑》
- 1990년 《호스테스 미스고》
- 1991년 《꽃그늘 속에 부는 바람》

### 기획
- 1997년 《홀리데이 인 서울》